# ゴジュフ・ヴィエルコポルスキ
ゴジュフ・ヴィエルコポルスキ（Gorzów Wielkopolski ([ˈɡɔʐuf vʲɛlkɔˈpɔlskʲi] ( 音声ファイル))）は、ポーランド西部の都市で、ルブシュ県の県都（行政府と議会はジェロナ・グラにある）であり、同県内最大の都市である。市内をヴァルタ川が流れる。ドイツ名は、ランツベルク・アン・デア・ヴァルテ（ドイツ語: Landsberg an der Warthe; ラテン語: Landsbergum, Landsbergum iuxta Wartam）。

## 歴史
13世紀中頃までは、ピャスト朝が建設した要塞がこの地にあった。
1249年、ヴィエルコポルスカ公ボレスワフ2世（ポーランド国王（1058年 - 1079年）ボレスワフ2世ではない）は、ブランデンブルク辺境伯に対し現在のゴジュフを含むルブシュの地を売却し、この地に都市が建設された。16世紀にはこの都市はルター派の勢力下に入った。          
1701年、プロイセン王国の領土となる。ナポレオン戦争後の1815年、プロイセンのブランデンブルク州の一部に組み入れられる。ドイツ統一を経て、ドイツ帝国ブランデンブルグ州フランクフルト県に編入。
第二次世界大戦中の1945年、ソ連軍の侵攻を前にしてドイツ国防軍が撤退する際に街は大きな被害を受けた。ソ連軍は1945年1月30日、ヴァルタ川の左岸からゴジュフに到着した。ドイツ国防軍はすでにほぼ街から撤退しており戦闘は小規模であったが、この数日間で中心街の大半が火災などにより破壊された。
戦後ポーランド領（回復領）となり、ゴジュフに残留していたドイツ人達はドイツへと追放された（ドイツ人追放）。1945年の2月から9月の間、ドイツ系住民が減少していくのに併せて、大ポーランド県ウォングロヴィエツからの第一軍を皮切りに、ソ連に併合された地域や戦災を受けた地域からポーランド人が移住してきた。
1975年にゴジュフ県の県都となり、1999年に新設されたルブシュ県の県都となった。

## 気候
| ゴジュフ・ヴィエルコポルスキの気候                          | ゴジュフ・ヴィエルコポルスキの気候 | ゴジュフ・ヴィエルコポルスキの気候 | ゴジュフ・ヴィエルコポルスキの気候 | ゴジュフ・ヴィエルコポルスキの気候 | ゴジュフ・ヴィエルコポルスキの気候 | ゴジュフ・ヴィエルコポルスキの気候 | ゴジュフ・ヴィエルコポルスキの気候 | ゴジュフ・ヴィエルコポルスキの気候 | ゴジュフ・ヴィエルコポルスキの気候 | ゴジュフ・ヴィエルコポルスキの気候 | ゴジュフ・ヴィエルコポルスキの気候 | ゴジュフ・ヴィエルコポルスキの気候 | ゴジュフ・ヴィエルコポルスキの気候 |
| 月                                                          | 1月                                | 2月                                | 3月                                | 4月                                | 5月                                | 6月                                | 7月                                | 8月                                | 9月                                | 10月                               | 11月                               | 12月                               | 年                                 |
| ----------------------------------------------------------- | ---------------------------------- | ---------------------------------- | ---------------------------------- | ---------------------------------- | ---------------------------------- | ---------------------------------- | ---------------------------------- | ---------------------------------- | ---------------------------------- | ---------------------------------- | ---------------------------------- | ---------------------------------- | ---------------------------------- |
| 最高気温記録 °C （°F）                                      | 16.6 (61.9)                        | 18.2 (64.8)                        | 24.6 (76.3)                        | 30.6 (87.1)                        | 31.5 (88.7)                        | 36.5 (97.7)                        | 37.5 (99.5)                        | 37.3 (99.1)                        | 33.0 (91.4)                        | 28.7 (83.7)                        | 20.3 (68.5)                        | 15.3 (59.5)                        | 37.5 (99.5)                        |
| 平均最高気温 °C （°F）                                      | 2.4 (36.3)                         | 4.1 (39.4)                         | 8.3 (46.9)                         | 14.9 (58.8)                        | 19.5 (67.1)                        | 22.7 (72.9)                        | 24.8 (76.6)                        | 24.5 (76.1)                        | 19.3 (66.7)                        | 13.3 (55.9)                        | 6.9 (44.4)                         | 3.4 (38.1)                         | 13.7 (56.7)                        |
| 日平均気温 °C （°F）                                        | −0.1 (31.8)                        | 0.9 (33.6)                         | 4.1 (39.4)                         | 9.5 (49.1)                         | 14.0 (57.2)                        | 17.3 (63.1)                        | 19.4 (66.9)                        | 19.0 (66.2)                        | 14.3 (57.7)                        | 9.2 (48.6)                         | 4.3 (39.7)                         | 1.1 (34)                           | 9.4 (48.9)                         |
| 平均最低気温 °C （°F）                                      | −2.4 (27.7)                        | −1.7 (28.9)                        | 0.6 (33.1)                         | 4.5 (40.1)                         | 8.8 (47.8)                         | 12.2 (54)                          | 14.3 (57.7)                        | 14.0 (57.2)                        | 10.1 (50.2)                        | 5.9 (42.6)                         | 2.0 (35.6)                         | −1.0 (30.2)                        | 5.6 (42.1)                         |
| 最低気温記録 °C （°F）                                      | −24.6 (−12.3)                      | −27.1 (−16.8)                      | −19.3 (−2.7)                       | −5.7 (21.7)                        | −2.4 (27.7)                        | 1.8 (35.2)                         | 5.9 (42.6)                         | 4.5 (40.1)                         | −0.5 (31.1)                        | −6.4 (20.5)                        | −15.4 (4.3)                        | −22.2 (−8)                         | −27.1 (−16.8)                      |
| 降水量 mm （inch）                                          | 41.9 (1.65)                        | 34.6 (1.362)                       | 39.4 (1.551)                       | 29.5 (1.161)                       | 57.0 (2.244)                       | 56.7 (2.232)                       | 75.0 (2.953)                       | 56.8 (2.236)                       | 45.5 (1.791)                       | 40.4 (1.591)                       | 38.4 (1.512)                       | 41.6 (1.638)                       | 556.8 (21.921)                     |
| 平均降水日数 （≥0.1 mm）                                    | 16.93                              | 14.44                              | 14.27                              | 10.93                              | 12.67                              | 12.37                              | 13.70                              | 12.23                              | 11.57                              | 14.47                              | 15.10                              | 17.77                              | 166.44                             |
| 平均降雪日数 （≥0 cm）                                      | 11.8                               | 9.4                                | 3.1                                | 0.2                                | 0.0                                | 0.0                                | 0.0                                | 0.0                                | 0.0                                | 0.1                                | 1.3                                | 5.7                                | 31.6                               |
| % 湿度                                                      | 88.4                               | 83.9                               | 77.3                               | 67.7                               | 68.2                               | 68.6                               | 69.5                               | 70.4                               | 77.8                               | 84.4                               | 90.3                               | 90.0                               | 78.0                               |
| 平均月間日照時間                                            | 50.0                               | 72.9                               | 125.9                              | 206.1                              | 244.8                              | 251.1                              | 253.9                              | 236.4                              | 162.9                              | 110.1                              | 49.5                               | 39.6                               | 1,803                              |
| 出典1：                                                     |                                    |                                    |                                    |                                    |                                    |                                    |                                    |                                    |                                    |                                    |                                    |                                    |                                    |
| 出典2：Meteomodel.pl (records, relative humidity 1991–2020) |                                    |                                    |                                    |                                    |                                    |                                    |                                    |                                    |                                    |                                    |                                    |                                    |                                    |

## 経済
ルブシュ県において、各種工業の中心地となっている。主要産業はサービス業である。

## 交通
ドイツ時代に建設されたベルリンとケーニヒスベルクをつなぐプロイセン東部鉄道（ポーランド国鉄３０３号線）が街を東西に走り、ゴジュフ・ヴィエルコポルスキ・ヴィプシツェ停留場、ゴジュフ・ヴィエルコポルスキ駅、ゴジュフ・ヴィエルコポルスキ西駅の３つの駅がある。ドイツにより建設された街を横切る東部鉄道の高架はレンガ造りで、ポーランド一長いレンガの高架ということで産業遺産にも登録されている。その他に、ゴジュフ・ヴィエルコポルスキ駅から南の国鉄２号線上にあるズボンシネク駅までを結ぶ路線も乗り入れ、ゴジュフ・ヴィエルコポルスキ・ザカナレ停留場がある。ゴジュフ・ヴィエルコポルスキーズボンシネクーワルシャワのインターシティ、コストシン・ナド・オドロンーゴジュフ・ヴィエルコポルスキーピワーグダンスクーグディニアのTLK以外に長距離列車はなく、残りはコストシン・ナド・オドロンーゴジュフ・ヴィエルコポルスキークシツ・ヴィエルコポルスキを結ぶ普通列車のみである。（その一部はポズナン中央駅まで乗り入れる。）過去には、ベルリンからの直通列車もあったが、2025年現在復活していない。街には、ゴジュフ・ヴィエルコポルスキ市電が合計４路線走る。その他にもバス路線が郊外の村々まで走る。

## スポーツ
- GKPゴジュフ （サッカー）
- AZS PWSZゴジュフ・ヴィエルコポルスキ （女子バスケットボール）
- AZS AWFゴジュフ・ヴィエルコポルスキ （男子ハンドボール）

## 姉妹都市
- カーヴァ・デ・ティッレーニ、イタリア
- エーベルスヴァルデ、ドイツ
- フランクフルト (オーダー)、ドイツ
- ヘーズルトン（Hazleton, Pennsylvania）、アメリカ
- ヘルフォルト、ドイツ
- ヨンショーピング、スウェーデン
- スムィ、ウクライナ
- フェルデン、ドイツ

## ゆかりの人物
- ゼノン・ヤスクワ
- カジミェシュ・マルチンキェヴィチ
- クリスタ・ヴォルフ
- ダヴィド・コフナツキ